# 中村千寻
中村千寻（日语：中村 千尋，1988年6月15日—），日本女唱作人。出身于熊本縣八代市。Goose house前成员。